# كرايغ بيرس
كرايغ بيرس (بالإنجليزية: Craig Pearce)‏ هو كاتب سيناريو وممثل أسترالي، ولد في 1953.

## أعمال

### أفلام
- (1996) روميو + جولييت[4][5][6]
- (2001) الطاحونة الحمراء
- (2010) تشارلي سانت كلود[7][8]
- (2013) غاتسبي العظيم

## وصلات خارجية
- كرايغ بيرس على موقع IMDb (الإنجليزية)
- كرايغ بيرس على موقع ألو سيني (الفرنسية)
- كرايغ بيرس على موقع أول موفي (الإنجليزية)
- كرايغ بيرس على موقع قاعدة بيانات الأفلام السويدية (السويدية)
- كرايغ بيرس على موقع قاعدة بيانات الفيلم (الإنجليزية)
- كرايغ بيرس على موقع كينوبويسك (الروسية)